# Europa de l'Est

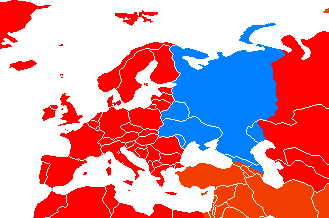
En blau, els estats que formaven part del tradicional concepte d'Europa de l'Est segons la classificació estadística de l'ONU

Europa durant la Guerra Freda - blocs

La divisió d'Europa en dues meitats, una de l'Est i una altra d'Occidental, es deu a raons històriques i no geogràfiques.
Després de la Segona Guerra Mundial, i sobretot amb el començament de la Guerra Freda, el continent europeu va quedar dividit en dues zones, de diferent influència política. L'Europa de l'Est és, principalment, la que va quedar sota influència soviètica en aquesta època, i s'organitzà mitjançant dos tractats bàsics: el Pacte de Varsòvia i el COMECON.
Després de la caiguda de la Unió Soviètica, va començar un procés de transició del comunisme cap al capitalisme i la democràcia. Aquest procés ha assolit resultats desiguals: alguns estats, com la República Txeca, Eslovènia, Estònia, Letònia, Lituània, Eslovàquia han aconseguit arribar a nivells econòmics i socials similars als de l'Europa Occidental; d'altres s'han quedat en un nivell intermedi, com ara Ucraïna; i d'altres, com ara Belarús, s'han quedat estancats en dictadures postcomunistes; i alguns altres han viscut processos de reorganització territorial, que en alguns casos van acabar en guerra (països de l'antiga Iugoslàvia).
Tots aquests estats, a mesura que van acostant-se a les estructures socioeconòmiques occidentals, han anat ingressant a les organitzacions internacionals creades al bloc occidental durant la Guerra freda: l'OTAN i la Unió Europea.
Actualment, es consideren englobats en l'Europa de l'Est els següents estats: 
- Belarús
- Moldàvia
- Rússia
- Ucraïna

Els estats englobats en l'Europa Central són:
- República Txeca
- Eslovàquia
- Hongria
- Polònia
- Romania

Els estats de l'Europa del Sud són:
- Albània
- Bulgària